# Poznanovići
Poznanovići är en ort i Bosnien och Hercegovina.   Den ligger i entiteten Republika Srpska, i den östra delen av landet, 90 km öster om huvudstaden Sarajevo. Poznanovići ligger 598 meter över havet och antalet invånare är 165.
Terrängen runt Poznanovići är kuperad. Närmaste större samhälle är Srebrenica, 12,3 km väster om Poznanovići. 
I omgivningarna runt Poznanovići växer i huvudsak lövfällande lövskog. Runt Poznanovići är det ganska tätbefolkat, med 67 invånare per kvadratkilometer.